# Dekanat Francji wschodniej
Dekanat Francji wschodniej – jeden z 13 dekanatów Arcybiskupstwa Zachodnioeuropejskich Parafii Tradycji Rosyjskiej Patriarchatu Moskiewskiego. Stanowisko dziekana nie jest obsadzone.
W skład dekanatu wchodzą:
- Parafia Zmartwychwstania Pańskiego w Belfort
- Skit Wszystkich Świętych Ziemi Ruskiej w Mourmelon-le-Grand (męski)